# Fukutsu
Fukutsu (福津市, Fukutsu-shi) est une ville située dans la préfecture de Fukuoka, sur l'île de Kyūshū, au Japon. La ville avait une population estimée à 68 834 habitants et une densité de population de 1 300 personnes par km2. La superficie totale de la ville est de 52,76 km2 dont 5276 hectares.

## Géographie

### Situation
Fukutsu est située dans le nord de la préfecture de Fukuoka, au bord de la mer de Genkai (Mer du Japon).

### Municipalités limitrophes
Les municipalités limitrophes de Fukutsu sont Koga, Miyawaka et Munakata ansi que la mer de Genkai à l'Ouest.
| mer de Genkai | Munakata | Munakata |
| mer de Genkai | Fukutsu  | Munakata |
| mer de Genkai | Koga     | Miyawaka |

### Démographie
En décembre 2020, la population de la ville de Fukutsu était de 67 238 habitants pour une superficie de 52,76 km2.

## Histoire
La ville de Fukutsu a été créée le 24 janvier 2005 de la fusion des anciens bourgs de Fukuma et Tsuyazaki.

## Culture locale et patrimoine

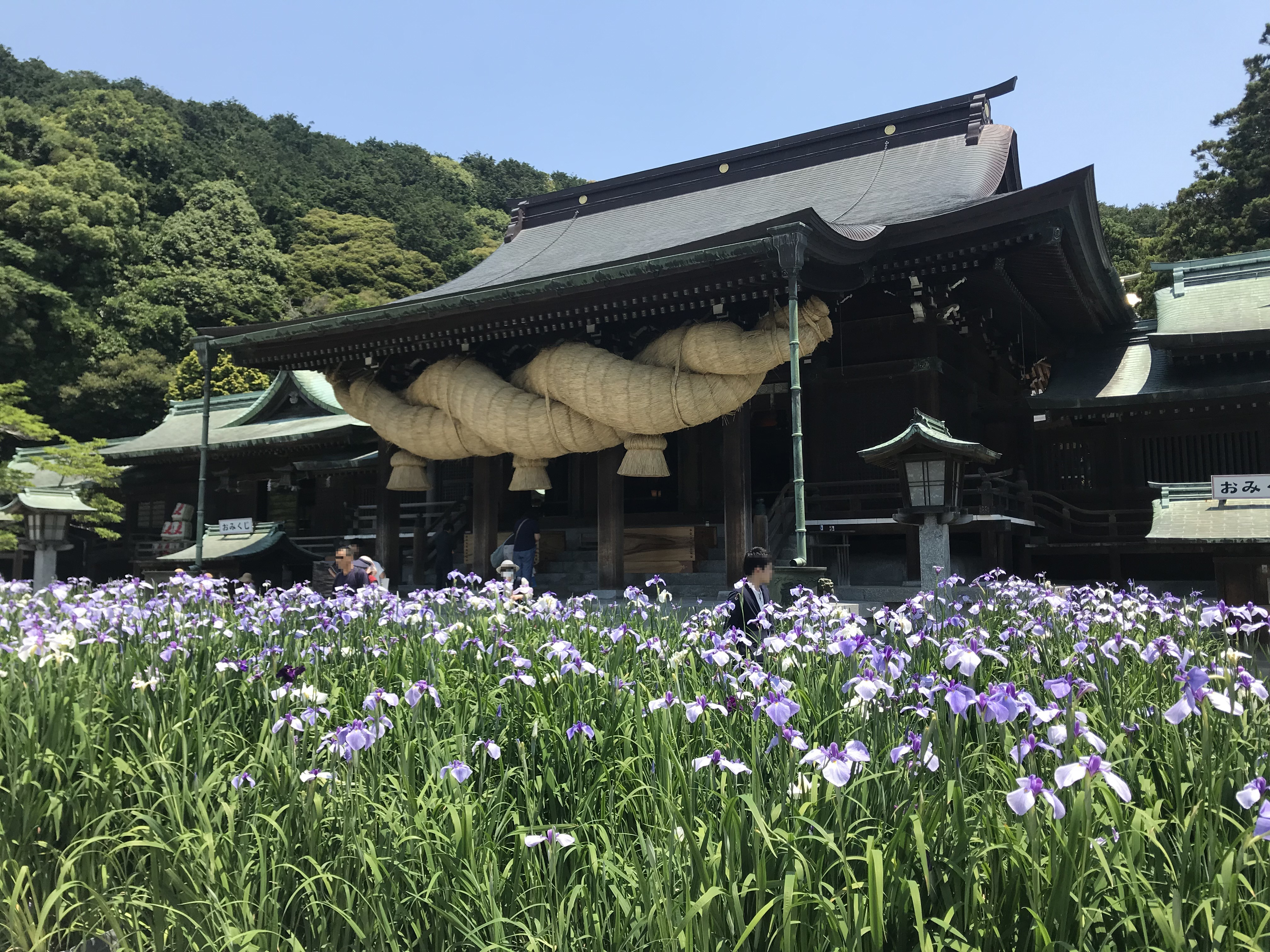
Le Miyajidake-jinja.

- Miyajidake-jinja

## Transports
Fukutsu est desservie par la ligne principale Kagoshima de la JR Kyushu. La gare de Fukuma est la principale gare de la ville.

## Personnalités liées à la municipalité
- Azuma Makoto, artiste floral, y est né en 1970.